# Tana Umaga
Pour les articles homonymes, voir Umaga.

a Compétitions nationales et continentales officielles uniquement.

b Matchs officiels uniquement.
Jonathan Falefasa « Tana » Umaga (né le 27 mai 1973 à Lower Hutt dans la région de Wellington), officier de l'Ordre du Mérite de la Nouvelle-Zélande, est un joueur de rugby à XV néo-zélandais.
Il joue en équipe de Nouvelle-Zélande entre 1997 et 2005. Il évolue au poste de centre ou d'ailier. Il est entraîneur du RC Toulon de 2007 à 2009 puis entraîneur-adjoint de 2009 à 2010. Il est entraîneur des Blues en Super Rugby de 2016 à 2021.

## Biographie
D'ascendance samoane, Tana Umaga débute au rugby à XIII. Après avoir été international Baby Kiwis (équipe de Nouvelle-Zélande de rugby à XIII des moins de 19 ans), il est contacté par la Rugby Union. Arrivé chez les All Blacks en 1997 en tant qu'ailier, il doit faire face à une concurrence de joueurs comme Jeff Wilson, Jonah Lomu ou Christian Cullen. En 2000, il est repositionné au poste de trois-quarts centre où il s'impose.
En 2004, il devient capitaine des All Blacks. Sa première saison se solde par une troisième place dans le Tri-nations mais également par une victoire sur le XV de France au Stade de France lors d'une tournée dans l'hémisphère nord. Puis lors de la saison 2005, il mène les All Blacks à une victoire par 3 matchs à 0 lors de la série contre les Lions, puis à une nouvelle victoire dans le Tri-nations lors duquel il est capitaine des All-Blacks. Au cours de cette compétition ils inaugurent un nouvel haka très impressionnant, le Kapa o Pango, lors du match contre les Springboks le samedi 27 août 2005 à Dunedin. La saison 2005 se termine par une tournée d'automne victorieuse en Europe. Il conduit son équipe à un grand chelem contre les quatre équipes britanniques, série qui n'avait plus été réalisée depuis 1978 et l'équipe menée par Graham Mourie.
Il est également connu pour son fair-play, comme le montre sa demande d'arrêter le jeu de peur que le Gallois Colin Charvis n'avale sa langue à la suite d'un plaquage par un Black. Ce geste lui a valu la Médaille Pierre de Coubertin. Il a cependant été l'objet d'une polémique lors du premier match de la tournée des Lions en 2005 pendant lequel Brian O'Driscoll a été blessé et a dû mettre fin à sa participation à la tournée. Le plaquage effectué simultanément par Tana Umaga et Keven Mealamu a été considéré par les médias britanniques et irlandais comme un plaquage à retournement délibéré (deliberate spear tackle) alors que la balle était déjà sortie du regroupement.
Il annonce sa retraite internationale le 10 janvier 2006 mais continue de jouer dans le Super 14, et en juillet Mourad Boudjellal alors président du Rugby club toulonnais annonce sa signature pour huit matchs de la saison 2006-2007 ce qui représente le transfert le plus spectaculaire de toute l'histoire du rugby français, qui plus est pour une équipe de Pro D2.
Le 31 mai 2007, Mourad Boudjellal président du Rugby club toulonnais le nomme manager général pour une durée de deux ans et il entame, lors de la saison 2007-2008, une reconversion comme entraîneur. La saison du retour en Top 14 est difficile, malgré les arrivées de Sonny Bill Williams et Jerry Collins. Conséquence ou non, le club annonce le 26 janvier 2009 que Tana Umaga redevient joueur professionnel (soit un an et demi après son dernier match au sein des Hurricanes de Wellington), son remplacement par Philippe Saint-André au poste d'entraineur pour la saison 2009-2010 étant déjà acquis. En 2010, Tana Umaga rejoint les Steelers de Counties Manukau Rugby Union en tant que joueur et entraîneur assistant. En février 2011, il rechaussera les crampons à temps plein cette-ci avec les Chiefs où il retrouve ces anciens collègues comme Sivivatu ou encore Donald.

## Repères biographiques
Tana Umaga est né à Lower Hutt au sein d'une famille d'immigrés samoans. Il fut rapidement initié au Rugby à XIII, sport souvent préférentiel des jeunes d'ascendance polynésienne (Maoris, Samoans, Tongiens, originaires de Niue) des quartiers sud d'Auckland et plus rarement de Wellington. Umaga joua pour les Wainuiomata Lions et a gravi les échelons et a finalement été nommé dans le Junior Kiwi de 1991. Cette même année, il signa avec les Newcastle Knights, mais dans les trois semaines qui suivirent il était, en raison d'un mal du pays persistant, de retour en Nouvelle-Zélande. En 1993, son frère Mike, qui jouait pour l'équipe samoane, le persuada de reprendre le rugby à XV, ce qu'il fit dès 1994. Les deux frères se rencontrèrent lors d'un test-match en 1999, au cours duquel Tana Umaga marqua deux essais (les All Blacks remportèrent le match 71-13).

## Carrière sportive

### Nouveaux talents: de 1994 à 1999
Tana Umaga commence à jouer pour les Wellington Rugby Football Union en 1994 et devient rapidement un joueur incontournable dans le quinze de départ aux côtés de son frère qui joue également ailier. Avec son allure naturelle, Umaga réussit à marquer de manière plus importante que tout autre joueur dans l'équipe pendant trois années successives et en 1996, Tana fait la transition en s'enrôlant pour l'équipe des Hurricanes. Sa grande forme commence à menacer les titulaires et ailiers des All Blacks de l'époque, Jonah Lomu et Jeff Wilson.
La deuxième année d'Umaga sous le maillot des Hurricanes est sa meilleure saison, où il établit un record en Nouvelle-Zélande de 12 essais (battu maintenant par Rico Gear) et il obtient sa première convocation en équipe nationale au détriment de Jonah Lomu, qui est tombé malade.
Malgré un essai inscrit, les débuts d'Umaga ne restent pas dans les mémoires.
Avec le retour sur scène de Jonah Lomu chez les All Blacks, associée à une perte de confiance et par la suite une baisse de forme, Umaga ne connaît plus de sélection de nouveau jusqu'à la saison 1999.

### 2006 et 2007

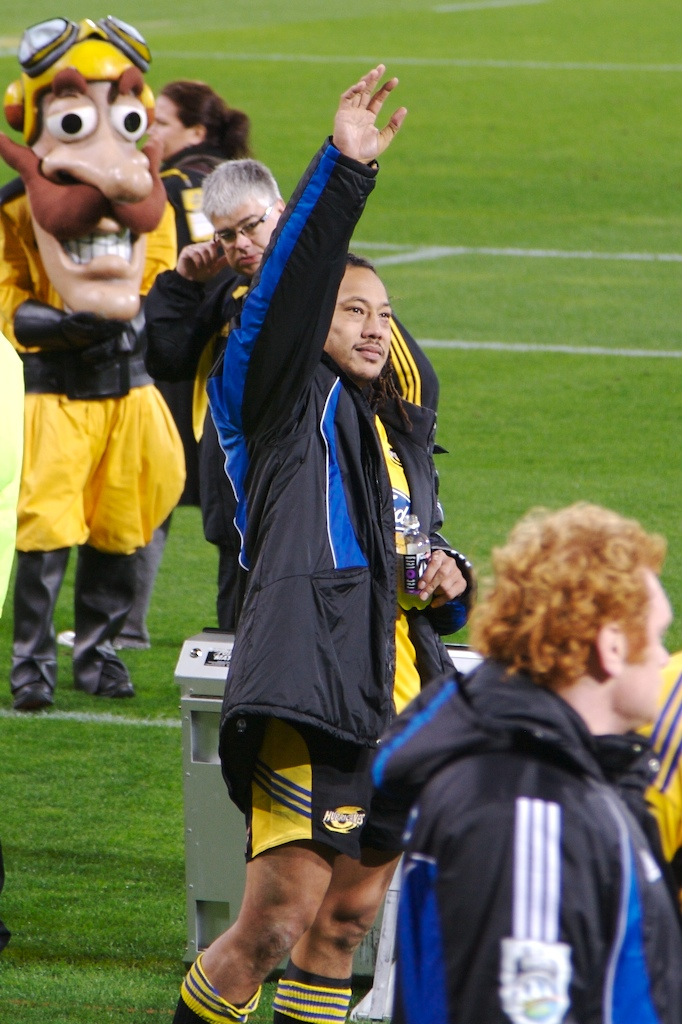
Tana Umaga lors de son dernier match avec les Hurricanes.

Lors de la saison 2006 de Super 14 Umaga passa la main en tant que capitaine des Hurricanes au troisième ligne des All Black le numéro 8 Rodney So'oialo afin de se concentrer sur son propre jeu, mais aida encore les Hurricanes à atteindre les demi-finales pour la troisième fois en 4 ans. Cependant la dernière saison de Tana Umaga au sein de l'équipe est entachée lors de l'après finale du Super 14 perdue face aux Crusaders. Tana Umaga a été vu dans un bar frappant son partenaire de jeu Chris Masoe à l'aide d'un sac à main appartenant à une dame. L'incident a été peu ébruité par les médias.
En 2006 lors du Queen's Birthday Honours Umaga a été fait officier de l'Ordre du Mérite de la Nouvelle-Zélande en reconnaissance du service qu'il a consacré au rugby.
Dans les mois qui suivirent, le joueur est signalé comme étant sur les tablettes de grands clubs européens, son ancien partenaire Andrew Mehrtens fut obligé de publier un démenti selon lequel Umaga était supposé être l'une des recrues des Harlequins.

### Expérience française (2007-2010)
Il annonce sa retraite internationale le 10 janvier 2006 mais continue de jouer dans le Super 14, et en juillet, Mourad Boudjellal alors président du Rugby club toulonnais annonce sa signature pour huit matchs de la saison 2006-2007 ce qui représente le transfert le plus spectaculaire de toute l'histoire du rugby français, qui plus est pour une équipe de Pro D2. La veille de son premier match, il reçoit des mains du maire de Toulon Hubert Falco la médaille d'or de la ville. Le 29 octobre 2006, soit trois jours après son arrivée en France, pour son premier match sous ses nouvelles couleurs, il inscrit un essai permettant à son club de battre le Lyon OU (22-16). Il s'ensuit sept victoires en huit matchs pour le R.C.T., la seule défaite correspondant au seul match manqué par Umaga au bord de la rade, le 25 novembre face à Tarbes (16-28), à cause d'une blessure contractée au mollet le week-end précédent face au Racing. Il marque un autre essai contre Dax, tout aussi décisif que celui contre Lyon puisqu'il permet encore une fois aux rouges et noirs de battre un concurrent direct à la montée (20-16).

## Carrière de joueur

### En club
- 1994-2007 : Wellington Lions (NPC)  Nouvelle-Zélande
- 1994-2007 : Hurricanes (Super 12)  Nouvelle-Zélande
- oct.2006 - janv.2007 : RC Toulon (Pro D2)  France
- 2007 : Hurricanes  Nouvelle-Zélande
- 2007-2008 : entraineur/manager sportif du RC Toulon (Pro D2)  France
- 2008-2009 : entraineur/manager puis joueur à compter de 2009 du RC Toulon (Top 14)  France
- 2009-2010 : entraineur des lignes arrière puis joueur à compter de 2010 du RC Toulon (Top 14)  France
- 2010 : Counties Manukau (NPC)  Nouvelle-Zélande
- 2011 : Chiefs d'Hamilton (Super 15)  Nouvelle-Zélande

### En équipe nationale
Il a disputé son premier match avec l'équipe de Nouvelle-Zélande le 14 juin 1997 contre l'équipe des Fidji, et inscrivit son premier essai sous les couleurs des All Blacks à l'occasion, et joue son dernier match le 26 novembre 2005 contre l'équipe d'Écosse.

## Décorations
Tana Umaga a reçu la médaille Pierre de Coubertin en juin 2003.

## Palmarès
En l'espace de seize ans, Tana Umaga s'est construit un palmarès important.

### En province
- Finaliste du National Provincial Championship en 2006 avec Wellington.

### En équipe nationale
- Vainqueur du Tri-nations en 1997, 1999, 2002, 2003 et 2005.
- Troisième de la Coupe du monde 2003.

#### Coupe du monde
| Épreuve / Édition | Pays de Galles 1999 | Australie 2003      |
| Rang              | Demi-finaliste (4e) | Demi-finaliste (3e) |

#### Tournoi
| Édition          | Rang | Résultats Néo. | Résultats T U | Matchs T U |
| Tri-nations 1997 | 1    | 4 v 0 n 0 d    | 2 v 0 n 0 d   | 2/4        |
| Tri-nations 1999 | 1    | 3 v 0 n 1 d    | 3 v 0 n 1 d   | 4/4        |
| Tri-nations 2000 | 2    | 2 v 0 n 2 d    | 2 v 0 n 2 d   | 4/4        |
| Tri-nations 2001 | 2    | 2 v 0 n 2 d    | 2 v 0 n 2 d   | 4/4        |
| Tri-nations 2002 | 1    | 3 v 0 n 1 d    | 2 v 0 n 1 d   | 3/4        |
| Tri-nations 2003 | 1    | 4 v 0 n 0 d    | 4 v 0 n 0 d   | 4/4        |
| Tri-nations 2004 | 3    | 2 v 0 n 2 d    | 2 v 0 d 2 d   | 4/4        |
| Tri-nations 2005 | 1    | 3 v 0 n 1 d    | 3v v 0 n 1d   | 4/4        |

## Carrière de manager
- de 05/2007 à 05/2009 : Entraîneur du RC Toulon
  - Champion de Pro D2 (1) : 2008
- de 05/2009 à 06/2010 : Entraîneur-adjoint du RC Toulon (entraineur des lignes arrière pour la saison 2009-2010)

| Saison      | Club      | Division    | Poste        | Classement                   | Coupe d'Europe | Challenge Européen |
| ----------- | --------- | ----------- | ------------ | ---------------------------- | -------------- | ------------------ |
| 2007 - 2008 | RC Toulon | Pro D2      | Manager      | Champion de France de Pro D2 | -              | -                  |
| 2008 - 2009 | RC Toulon | Top 14      | Manager      | 9e                           | -              | Éliminé en poule   |
| 2009 - 2010 | RC Toulon | Top 14      | Trois quarts | Éliminé en demi-finaliste    | -              | Éliminé en finale  |
| 2016        | Blues     | Super Rugby | Manager      | 11e                          | -              | -                  |
| 2017        | Blues     | Super Rugby | Manager      | 9e                           | -              | -                  |

## Statistiques

### En club
- 110 matchs de Super 12/14 avec les Hurricanes (45 essais)
- 7 matchs de Pro D2 puis une quinzaine en Top14 avec le Rugby club toulonnais (2 essais)

### En équipe nationale
Entre 1997 et 2005 :
- 74 sélections avec l'équipe de Nouvelle-Zélande : (6 en 1997, 11 en 1999, 10 en 2000, 10 en 2001, 8 en 2002, 8 en 2003, 10 en 2004, 11 en 2005)
- 21 sélections en tant que capitaine au cours desquels il a marqué 36 essais (180 points).

Il a notamment participé à six Tri-nations (1997, 1999, 2000, 2001, 2002, 2003, 2004 et 2005), depuis 1997. Il dispute également deux coupes du monde (1999 et 2003) . Il a remporté trois Tri-nations (2002, 2003, 2005). Il a disputé 5 rencontres de Coupe du monde en deux participations. Dans l'ordre chronologique, il a disputé cinq matchs en 1999 (contre les Tonga, l'Angleterre, l'Écosse, l'Afrique du Sud et la France et marqué 10 points (2 essais) et un match en 2003 (contre l'Italie).
De 1997 à 2005, Tana Umaga compte 74 sélections avec les All-Blacks, inscrivant 180 points.